# ヴォイヴォディナ社会主義自治州

ヴォイヴォディナ社会主義自治州
Социјалистичка Аутономна Покрајина Војводина (セルボ・クロアチア語)

SFRユーゴスラビアにおけるSAPヴォイヴォディナの位置

ヴォイヴォディナ社会主義自治州（ヴォイヴォディナしゃかいしゅぎじちしゅう、セルビア・クロアチア語:Социјалистичка Аутономна Покрајина Војводина; САП Војводина / Socijalistička Autonomna Pokrajina Vojvodina; SAP Vojvodina）は、ユーゴスラビア社会主義連邦共和国の構成国であったセルビアの自治州で、1963年から1990年まで存続した。1974年から1990年まではユーゴスラビア連邦の構成体のひとつであった。首都はノヴィ・サドであった。

## 歴史
ヴォイヴォディナ自治州は、1945年に設立されたセルビアの自治州であったが、限定的な自治権しか与えられていなかった。1963年、州の呼称は「ヴォイヴォディナ社会主義自治州」と改められた。1974年のユーゴスラビア連邦の憲法改正では、ヴォイヴォディナはユーゴスラビア連邦の構成体とされ、セルビアやその他のユーゴスラビアの構成共和国とほぼ同等の地位を与えられた。ユーゴスラビアの大統領評議会は、連邦の構成体の代表者それぞれ1人ずつで構成され、ヴォイヴォディナはその中でセルビア等と対等の1議席を与えられていた。
セルビアの大統領スロボダン・ミロシェヴィッチによって、1990年9月28日、ヴォイヴォディナとコソボ社会主義自治州は1974年に与えられた自治権を剥奪された。自治州の呼称も「ヴォイヴォディナ自治州」へと改められた。

## 人口構成
1981年の国勢調査によると、ヴォイヴォディナ自治州の人口は以下の通りであった:
- セルビア人 = 1,154,664 (56.5%)
- マジャル人 = 385,356 (18.9%)
- クロアチア人 = 119,157 (5.9%)
- スロバキア人 = 69,549 (3.4%)
- ルーマニア人 = 47,289 (2.3%)
- ルテニア人 および ウクライナ人 = 24,306 (1.2%)
- その他 = 238,436 (11.8%)

?アルバニア人の旗
?イタリア人の旗
?ウクライナ系人・ルシン人の旗
?チェコスロバキア人の旗
?ドイツ人の旗
?トルコ人の旗
?ハンガリー人の旗
?ブルガリア人の旗

## 政治
ヴォイヴォディナ社会主義自治州で唯一の政党は、ユーゴスラビア共産主義者同盟の下部組織であるヴォイヴォディナ共産主義者同盟であった。ヴォイヴォディナ社会主義自治州の憲法は、州で最高の法規であった。

## 関連文献
- Dragomir Jankov, Vojvodina - propadanje jednog regiona, Novi Sad, 2004.
- Dimitrije Boarov, Politička istorija Vojvodine, Novi Sad, 2001.
- Stefan Grubač, Srbija - severno krilo, Novi Sad, 1990.
- Autonomija Vojvodine - izabrani spisi, Politička teorija i praksa - knjiga 4, Centar PK SKV za političke studije i marksističko obrazovanje, Novi Sad, 1976.